# إدوين نورث ماكليلان
إدوين نورث ماكليلان (بالإنجليزية: Edwin North McClellan)‏ هو ضابط أمريكي، ولد في 5 ديسمبر 1881 في فيلادلفيا في الولايات المتحدة، وتوفي في 25 يوليو 1971 في Naval Hospital Philadelphia ‏ في الولايات المتحدة.